# Ochle-Kolonia
Ochle-Kolonia – wieś w Polsce położona w województwie łódzkim, w powiecie łaskim, w gminie Widawa. 

## Demografia

### Populacja w latach 1998–2011
| 1998 | 2002 | 2009 | 2011 |
| ---- | ---- | ---- | ---- |
| 115  | 121  | 106  | 107  |

### Dane na 2011 rok[1]
| Opis                                | Ogółem | Ogółem | Kobiety | Kobiety | Mężczyźni | Mężczyźni |
| ----------------------------------- | ------ | ------ | ------- | ------- | --------- | --------- |
| Jednostka                           | osób   | %      | osób    | %       | osób      | %         |
| Populacja                           | 107    | 100    | 58      | 54,21   | 49        | 45,79     |
| Wiek przedprodukcyjny (0–17 lat)    | 23     | 21,5   | 12      | 11,21   | 11        | 10,28     |
| Wiek produkcyjny (18–65 lat)        | 63     | 58,88  | 29      | 27,1    | 34        | 31,78     |
| Wiek poprodukcyjny (powyżej 65 lat) | 21     | 19,63  | 17      | 15,89   | 4         | 3,74      |